# Neyraudia
Neyraudia là một chi thực vật có hoa trong họ Hòa thảo (Poaceae).

## Loài
Chi Neyraudia gồm các loài: